# فرودگاه شهری جرج‌تاون
فرودگاه شهری جورج تاون (به انگلیسی: Georgetown Municipal Airport) یک فرودگاه همگانی بهره‌برداری هوایی است که یک باند فرود آسفالت دارد و طول باند آن ۱۲۵۰ متر است. این فرودگاه در شهر جورجتاون، تگزاس کشور ایالات متحده آمریکا قرار دارد و در ارتفاع ۲۴۱ متری از سطح دریا واقع شده‌است.